# Boris Vak
Boris Vak – australijski zapaśnik walczący w stylu klasycznym. Srebrny medalista mistrzostw Oceanii w 1996 roku.